# Maxx
Maxx — немецкая евродэнс-группа.

## История
У истоков группы стояли продюсеры David Brunner (The Hitman) и Juergen Wind (George Torpey).
Maxx начали выступать на евродэнс-сцене в 1993 году, исполняя свои наиболее известные хиты «Get-A-Way» и «No More (I Can’t Stand It)».
Мужские вокальные рэп-партии исполнял Gary Bokoe. Женские вокальные партии для «Get-A-Way» записала Samira Besic, за которую на сцене и в клипе пела под фонограмму Alice Montana. Вскоре Alice Montana покинула группу, а на замену ей пришла новая солистка — Linda Meek.
Название группы Maxx расшифровывается как «максимум экстаза». В течение одного года Maxx стали одним из самых успешных коллективов в Германии.
Сингл «Get-A-Way» только в Германии был продан в количестве более 400 000 копий, и достиг золотого статуса. Во всей Европе было продано более 1 100 000 копий сингла.
После 1995 года музыкальный проект стал угасать и в конечном итоге исчез с танцевальной музыкальной сцены.

## Возрождение группы
15 марта 2014 года вокалист Maxx Gary Bokoe выступил в финском клубе Onniteekki[значимость факта?].
В декабре 2016 года группа Maxx возобновила концертную деятельность. В состав группы вошли Linda Meek (Elyse) и новый рэпер.

## Дискография

### Альбомы
| Альбом          | Выходные данные                                                            | Максимальная позиция в чартах | Максимальная позиция в чартах | Максимальная позиция в чартах | Максимальная позиция в чартах | Максимальная позиция в чартах | Максимальная позиция в чартах | Максимальная позиция в чартах |
| Альбом          | Выходные данные                                                            | GER                           | AUT                           | FIN                           | NETH                          | SWE                           | SWI                           | UK                            |
| --------------- | -------------------------------------------------------------------------- | ----------------------------- | ----------------------------- | ----------------------------- | ----------------------------- | ----------------------------- | ----------------------------- | ----------------------------- |
| To the Maxximum | - Дата релиза: 22 июня 1994 - Лейбл: Blow Up - Форматы: CD, Кассета, Винил | 22                            | 32                            | 6                             | 25                            | 10                            | 29                            | 66                            |

### Синглы
| Сингл                        | Год  | Максимальная позиция в чартах | Максимальная позиция в чартах | Максимальная позиция в чартах | Максимальная позиция в чартах | Максимальная позиция в чартах | Максимальная позиция в чартах | Максимальная позиция в чартах | Максимальная позиция в чартах | Максимальная позиция в чартах | Максимальная позиция в чартах |
| Сингл                        | Год  | GER                           | AUT                           | FIN                           | FRA                           | IRE                           | NETH                          | NOR                           | SWE                           | SWI                           | UK                            |
| ---------------------------- | ---- | ----------------------------- | ----------------------------- | ----------------------------- | ----------------------------- | ----------------------------- | ----------------------------- | ----------------------------- | ----------------------------- | ----------------------------- | ----------------------------- |
| «Get-A-Way»                  | 1993 | 11                            | 3                             | 5                             | 15                            | 8                             | 3                             | 8                             | 3                             | 8                             | 4                             |
| «No More (I Can’t Stand It)» | 1994 | 10                            | 9                             | 2                             | 16                            | 11                            | 6                             | 8                             | 4                             | 12                            | 8                             |
| «You Can Get It»             | 1994 | —                             | 25                            | 13                            | 28                            | —                             | 32                            | —                             | 37                            | —                             | 21                            |
| «I Can Make You Feel Like»   | 1995 | —                             | —                             | —                             | —                             | —                             | —                             | —                             | —                             | —                             | 56                            |
| «Move Your Body»             | 1995 | —                             | 18                            | 15                            | —                             | —                             | —                             | —                             | —                             | —                             | —                             |

### Клипы
- 1994 — No More (I Can’t Stand It)
- 1994 — Get-A-Way
- 1994 — You Can Get It
- 1995 — Move Your Body